# A Princesa das Canárias
A Princesa das Canárias (em italiano, La principessa delle Canarie; em espanhol, Tirma) é um filme ítalo-espanhol de 1954, do gênero aventura, dirigido por Paolo Moffa e Carlos Serrano de Osma.

## Elenco
- Silvana Pampanini.... Almadena
- Marcello Mastroianni.... Don Diego
- Gustavo Rojo.... Bentejui
- José María Lado.... padre
- Elvira Quintillá.... Tasirga
- José María Rodero.... Don Alvaro
- Félix de Pomés.... Guanazteml